# وحش المانغون
وحش المانغون هو الاسم الذي أُطلق على قاتل متسلسل كولومبي مجهول الهوية، قام بين الستينيات والسبعينيات بقتل ما بين 30 و38 من الصبية في مرحلة ما قبل المراهقة والمراهقين في كالي. يُعتقد أنه من سكان المدينة، وكان يخطف ثم يقتل معظم ضحاياه في أماكن نائية شاغرة مختلفة.
في ذلك الوقت، كانت هذه القضية الجنائية الأكثر شهرة في تاريخ البلاد. بالنسبة لبعض الناس، كان الوحش مجرد أسطورة أو أسطورة، بينما يعتقد البعض الآخر أنه كان موجودًا بالفعل، مما أدى لاحقًا إلى مقارنته بلويس جارافيتو. كانت طريقته في العمل تتكون من إدخال الإبر في القلب والصدر والاعتداءات والاغتصاب والتعذيب.  يُعتقد أنه استخدم الحقن لسحب الدم من ضحاياه. وُصف القاتل بأنه سادي جنسي حقيقي، ومن المحتمل أنه يعاني من متلازمة راينفيلد.

## تاريخه
خلال ستينيات القرن العشرين، عاش مواطنو كالي في خوف وعدم يقين، حيث بدأ الأطفال والمراهقون يختفون من المنطقة. في 5 نوفمبر 1963، تم العثور على جثة بائع الجرائد في غرب كاليفورنيا. بعد ذلك، بدأت حالات أخرى من قتل الشباب في الظهور، حيث يتم التخلص من الجثث في نوع من الأزقة الحضرية المعروفة باسم المانجونيس. وفي الرابع من ديسمبر/كانون الأول، عُثر على صبي آخر في بعض الأراضي العشبية في المنطقة الشمالية من المدينة، فيما يعتبر ثاني جريمة قتل مسجلة. وبعد ثمانية أيام، تم العثور على جثة ثالثة، بدون عيون، على ضفاف نهر أغواكاتال. تم اكتشاف جثتين أخريين قبل نهاية العام: واحدة بالقرب من محطة السكة الحديدية والأخرى في برادوس ديل نورتي.
وفي نهاية العام، تم تسجيل خمس جرائم قتل بين شهري نوفمبر/تشرين الثاني وديسمبر/كانون الأول، وكانت جميعها متشابهة في وحشيتها. في يناير/كانون الثاني 1964، عثرت شرطة كالي على جثة محنطة لصبي آخر؛ وبعد يومين، تم اكتشاف بقايا الطفل ألبرتو جارزون البالغ من العمر 12 عامًا. كما تم العثور على ثلاث جثث أخرى في الشهر نفسه، في قطاعات مختلفة من المدينة. بين شهري فبراير وأبريل، وقعت ثلاث جرائم قتل إضافية: واحدة قريبة جدًا من تيكوينداما، وأخرى في بويرتو مالارينو والأخيرة في بوتيرو.
وفي مواجهة هذه الموجة من جرائم القتل، أرسلت السلطات سلسلة من الإخطارات إلى الجمهور، زاعمة أن هذه الجثث ربما أُخذت من المقابر ثم نُثرت في وقت لاحق في أنحاء كالي، معظمها في مناطق منعزلة. ورغم ذلك، طالبت أجزاء كبيرة من الصحافة والجمهور بحل جرائم القتل ووضع حد للإرهاب في النهاية.
توقفت الجرائم لعدة أشهر، على الرغم من الإبلاغ عن المزيد من الحالات مرة أخرى في أواخر عام 1964. ويعتقد أن هذه الأحداث كلها أودت بحياة ما بين 30 و38 شابًا ورجلًا. ولم يتم القبض على الجاني، وأطلق عليه فيما بعد لقب وحش المانجونيس.

## اقتباس الفيلم
أدت القضية إلى إنتاج فيلم بعنوان "دم نقي"، من إخراج لويس أوسبينا. تروي القصة حكاية رجل يحتاج إلى دماء جديدة من الأطفال والمراهقين، بسبب معاناته من مرض غامض. صدر الفيلم عام 1982، وتم تصوير معظم مشاهده في مدينة كالي، بالإضافة إلى مشهد واحد في نيويورك. بلغت تكلفة الإنتاج 16 مليون بيزو كولومبي، وعُرض لأول مرة في مهرجان قرطاج السينمائي، حيث اعتُبر "أول فيلم رعب كولومبي بمواصفات عالمية.
يتناول الفيلم أيضًا قضايا تتعلق بمصاصي الدماء، حيث يتحدث عن فرد يحتاج إلى تناول الدم من أجل البقاء على قيد الحياة.